# Eugene Gilhawley
Eugene Gilhawley (* 14. April 1910 in Ballymote, County Sligo, Irland; † 3. Mai 1987 im County Sligo) war ein irischer Politiker der Fine Gael. Er war von 1961 bis 1969 und von 1973 bis 1981 Teachta Dála (Abgeordnete) im Unterhaus (Dáil Éireann).

## Biografie
Eugene Gilhawley war Lehrer. Er war von 1955 bis 1979 Mitglied des Sligo County Council. Er wurde erstmals bei den Wahlen 1961 im Wahlkreis Sligo–Leitrim gewählt und konnte seinen Sitz auch bei den Wahlen 1965 verteidigen. Bei den Wahlen 1969 verlor er seinen Sitz knapp. 1973 wurde er als Schulleiter pensioniert. Bei den Wahlen 1973 gewann er seinen Sitz zurück und verteidigte ihn letztmals bei den Wahlen 1977. Bei den Wahlen zum Dáil Éireann 1981 trat er nicht mehr an.